# Kriegsführung
Die Kriegsführung, auch Kriegführung, also die Art und Weise, wie man Kriege führt, ist seit dem Altertum ein Thema, das Militärs, Staaten und Historiker beschäftigt. Das Wissen und die Anwendung praktischer Methoden der Kriegführung aus Sicht der Soldaten und Kämpfenden bezeichnet man als Kriegshandwerk.
Der Begriff ist vielschichtig und umfasst sowohl Strategie und Mittel der Kriegsführung als auch die Frage der im Krieg erlaubten und unerlaubten Handlungen.

## Strategische Kriegsführung

### Antike
Die ältesten historischen Berichte über Kriegsführung und Schlachten stammen aus dem alten Ägypten. So führte der Pharao Ramses II. die Schlacht bei Kadesch im 13. Jahrhundert v. Chr. gegen die Hethiter. Diese Schlacht ist die historisch erste, deren Ablauf rekonstruiert werden konnte. Auf beiden Seiten wurden Fußsoldaten und Streitwagen eingesetzt. Aus ägyptischen Berichten geht hervor, dass sich das ägyptische Heer bei der Kriegsführung an gewisse Regeln hielt. So wurde üblicherweise der Gegner benachrichtigt, bevor man angriff. Neben der offenen Feldschlacht wurden auch Belagerungen durchgeführt.
Im 1. Jahrtausend v. Chr. kam zum Landkrieg im Zuge der Entwicklung der Seefahrt auch der Seekrieg. Vor allem Phönizier und Griechen bauten Kriegsmarinen auf. So besiegten die Griechen 480 v. Chr. in der Seeschlacht von Salamis (nahe Athen) mit ihren Trieren die zahlenmäßig überlegene Flotte der Perser und stoppten so den Vormarsch des persischen Großreiches auf Griechenland.
Als größter Feldherr galt in der Antike Alexander der Große, der mit seinem Heer in schnellen Eroberungszügen innerhalb weniger Jahre ein Reich von Griechenland und Ägypten bis nach Indien eroberte.

### Römer
Das Römische Heer wuchs aufgrund straffer Organisation rasch zu einer bedeutenden Militärmacht an Land heran. Hauptstreitmacht waren die Fußsoldaten, die durch Reiterei an den Flanken unterstützt wurden. In den drei Punischen Kriegen wurde Karthago besiegt. Dabei spielte auch der Aufbau der römischen Marine eine Rolle. Im Unterschied zur gängigen Seekriegsführung durch Versenken setzten die Römer auf Fußsoldaten, die mittels einer Enterbrücke (Corvus) das gegnerische Schiff enterten und einnahmen.
Bereits das ägyptische Heer bestand zum Teil aus fremden Söldnern. Im Römischen Reich, vor allem in der Kaiserzeit nach Caesar, bestand ein erheblicher Teil der Legionen aus Nichtrömern. Dies wurde den Römern zum Verhängnis, als der von den Römern zum Offizier ausgebildete Cheruskerfürst Arminius die drei Legionen XVII, XVIII und XIX unter Publius Quinctilius Varus bei Kalkriese in einen Hinterhalt lockte und mit den vereinigten Germanenstämmen besiegte.
In der Völkerwanderungszeit betrieben insbesondere die Hunnen und Awaren als Reitervölker schnelle Eroberungsfeldzüge. Häufig nutzten sie das Überraschungsmoment.

### Mittelalter
Die Kriegsführung im Mittelalter bestand insbesondere in Belagerungen oder einzelnen Feldzügen, beispielsweise dem Krieg Karls des Großen gegen die Sachsen. Kriege dauerten oft lang, ein Extrembeispiel war der Hundertjährige Krieg. Neben Eroberungsgelüsten gab es auch religiöse Motive (die nicht selten mit Eroberungsmotiven vermischt waren), beispielsweise in den Kreuzzügen. Beherrschendes Element der Landkriegsführung waren die Ritterheere, die insbesondere durch Bogenschützen unterstützt wurden. Mangels entsprechender Versorgung litt insbesondere die Zivilbevölkerung nicht nur unter den Kämpfen, sondern auch unter den Lasten zur Versorgung der Truppen. Der Seekrieg bestand vielfach vor allem in Kaperfahrten.
Eine besondere Art der Kriegsführung wurde im Mongolenreich unter Dschingis Khan eingeführt.

### Frühe Neuzeit
Der Dreißigjährige Krieg wirkte sich besonders verheerend aus. Es gab kaum klare Fronten, ganz Mitteleuropa wurde von vagabundierenden Söldnertruppen durchzogen, die sich aus dem versorgten, was sie bei der ortsansässigen Bevölkerung konfiszieren konnten. Was nicht verwertbar erschien, wurde gebrandschatzt. Manche Landstriche verloren mehr als 50 Prozent der Bevölkerung durch direkte oder indirekte Kriegseinwirkung. Typisch für diesen Krieg war die beginnende Dominanz der Schusswaffen, während die Zeit der Ritter abgelaufen war.

### 18. Jahrhundert
Im 18. Jahrhundert bauten die Landmächte stehende Heere auf, beispielsweise Preußen, Frankreich und England. Die Organisation dieser Heere war straff, Drill sollte dafür sorgen, dass die Soldaten präzise gemeinschaftlich jeden Befehl ausführten. Zur Schlacht bezog man – ähnlich wie in der Antike – eine genau vorher festgelegte Schlachtaufstellung. Zwar wurde noch viel dort requiriert, wo das Heer gerade war, jedoch begannen die Heere mit dem Aufbau einer gezielten Logistik, um die Versorgung der Truppen vor allem mit Munition sicherzustellen.
Auch im 19. Jahrhundert waren die Kriege primär Bewegungskriege, die um einige Belagerungen von Festungen oder Städten ergänzt waren. Häufig wurden Seewege blockiert, um an Landkriegen beteiligte Staaten zu schwächen.

### Erster Weltkrieg

#### Stellungskrieg
Der Erste Weltkrieg dagegen war, nicht zuletzt wegen der extremen Aufrüstung aller am Krieg beteiligten Staaten, an der Westfront Deutschlands ein Stellungskrieg. Die Front wurde durch Gräben, Stacheldraht und Minen nahezu unpassierbar gemacht; die Soldaten dienten, falls sie nicht bei einem Sturmangriff auf wenige hundert Meter ins Feindesland umkamen, als Opfer für die Kanonen (Kanonenfutter).

#### Seekrieg
Der Seekrieg war ebenso vor allem durch die technische Rüstung bestimmt, die vor allem in den Schlachtschiffen zum Ausdruck kam. So endete die Seeschlacht am Skagerrak de facto unentschieden. Nachdem von englischer Seite eine Seeblockade errichtet worden war, setzte die insgesamt auf See schwächere deutsche Führung zunehmend auch U-Boote ein, die nicht nur gegen Kriegsschiffe, sondern auch gegen Handelsschiffe feindlicher Staaten vorgingen. Der Angriff deutscher U-Boote auf den englischen Passagierdampfer Lusitania, auf dem auch US-Amerikaner waren, führte zum Kriegseintritt der Vereinigten Staaten.

#### Luftkrieg
Der Erste Weltkrieg führte auch zum Luftkrieg. Während zunächst Aufklärungsflüge im Vordergrund standen, wurden zunehmend auch erste Bombardements durchgeführt.

#### Chemische Kriegsführung
Der Erste Weltkrieg stellt auch hinsichtlich der chemischen Kriegführung eine Zäsur dar. So wurden erstmals in großem Umfang chemische Kampfstoffe eingesetzt. Die damit verbundenen Qualen, aber auch die schlechte Kontrollierbarkeit führten nach dem Ende des Krieges zu einer weitgehenden Ächtung dieser Waffen.

### Zweiter Weltkrieg
Der Zweite Weltkrieg war zu Beginn infolge der Überraschungseffekte vor allem ein Bewegungskrieg, nicht zuletzt durch den massiven Einsatz von Panzern. Hingegen endete die Kriegsführung nach dem Scheitern des Russlandfeldzuges und nach der Invasion der Alliierten in Rückzugsgefechten in den bekannten Formen des Stellungskrieges, wobei die Stellungen jedoch infolge der materiellen Übergewichte von den Alliierten jeweils durchbrochen wurden.
Das Nachrichtenwesen bekam mit der technischen Weiterentwicklung stärkere Bedeutung. Insbesondere die deutschen Truppen koordinierten die verschiedenen Waffengattungen sehr stark, so dass der so genannte Blitzkrieg entstand, bei dem die Bombardierung aus der Luft, Jagdflugzeuge und Bodentruppen nach einem genauen Plan vorgingen. Die Logistik bekam weitere Bedeutung; neben dem Landweg per Eisenbahn und LKW wurden zunehmend auch Flugzeuge zur Versorgung eingesetzt. Auf dem Seeweg führten vor allem die Alliierten große Geleitzugfahrten durch, mit denen England und die UdSSR seitens der USA unterstützt wurden. Deutschland wiederum setzte dagegen die U-Boot-Waffe ein, ebenso Japan und die USA. Durch die Entwicklung des Sonars wurde die Wirksamkeit der U-Boote herabgesetzt. Ferner löste der Flugzeugträger das Schlachtschiff als wichtigste Waffe im Pazifik ab.
Der Zweite Weltkrieg brachte neue Dimensionen des Leids für die Zivilbevölkerung durch Flächenbombardements aus der Luft. Die deutsche Luftwaffe hatte diese Strategie zur Einschüchterung und Schwächung der Zivilbevölkerung zunächst im Spanischen Bürgerkrieg eingesetzt, im Zweiten Weltkrieg dann insbesondere gegen England (z. B. Coventry) und Norwegen (Hamar, Narvik). Später wurden zu diesem Zweck unbemannte Marschflugkörper und Raketen entwickelt, die V1 und V2, die vor allem zur Bombardierung Londons eingesetzt wurden. Im Gegenzug führten die Alliierten massive Flächenbombardements gegen deutsche Städte durch, z. B. Hamburg, Köln, Berlin. Hierbei wurden gewaltige Feuerstürme ausgelöst, die enorm hohe Opferzahlen unter der Zivilbevölkerung forderten. In den meisten Fällen war der militärische Effekt gering. Auch die von beiden Seiten beabsichtigte Zermürbung der Zivilbevölkerung trat kaum ein, vielmehr führten die Bombardements eher zu einer Verabscheuung des jeweiligen Gegners. Als militärisch besonders unsinnig werden heute die Luftangriffe auf Dresden und auf Würzburg angesehen, da diese Städte 1945 keine militärische Bedeutung hatten, dafür aber voll von Flüchtlingen waren.

### Kalter Krieg
Der Kalte Krieg folgte dem Zweiten Weltkrieg. Die Hauptmächte der Anti-Hitler-Koalition besiegelten in der Erklärung von Jalta 1945 die Teilung Deutschlands und spalteten damit die Welt faktisch in zwei Machtblöcke unter Führung der USA bzw. Sowjetunion. Der Systemgegensatz zwischen beiden Supermächten manifestierte sich später durch die beiden Militärbündnisse NATO und Warschauer Pakt. Im Kampf um die Vormachtstellung in der Welt standen Kernwaffen im Zentrum der Aufmerksamkeit; beide Seiten strebten strategische Abschreckung im Wege massiver atomarer Aufrüstung an, die in den USA bis zur Planung weltraumgestützer Raketenabwehrsysteme (SDI) führte. Nach herrschender Ansicht bewahrte wohl nur die sogenannte mutual assured destruction – das Gleichgewicht der Atommächte – die Welt vor einem Atomkrieg, der mit hoher Wahrscheinlichkeit zur Zerstörung der menschlichen Zivilisation und ihrer Grundlagen geführt hätte.
Allerdings wurde auch während des ab etwa 1950 beginnenden Wettrüstens zwischen den Blöcken der weitaus größte Teil der Budgets für konventionelle Waffensysteme aufgewandt. Der Kalte Krieg war auch kein Krieg ohne konventionelle Kampfhandlungen. Es gab keine direkte Konfrontation der Supermächte, sondern Stellvertreterkriege in Staaten mit unsicherer politischer Situation. So sollte der eigene Einflussbereich ausgedehnt bzw. gesichert werden (Bsp.: USA gegen Nordvietnam oder Sowjetunion gegen Aufstandsbewegung in Afghanistan). Da die Situation in der ersten und zweiten Welt bis zuletzt relativ stabil war, waren Länder der dritten Welt immer wieder Spielball in diesem Konflikt. So installierten beispielsweise die USA in Mittel- und Südamerika mehrere Marionettenregierungen, um den Einfluss in diesem Bereich zu erhöhen.

### Kriegsführung in anderen Regionen
Während in Gegenden mit hoher Bevölkerungsdichte die Kriegsführung auf die zahlenmäßige Schwächung oder gar die Vernichtung der gegnerischen Streitkräfte aus war, ging es in den bevölkerungsmäßig schwachen Regionen der Erde meist darum, möglichst viele potentielle Arbeitskräfte und streitfähige Männer zu fangen. Deshalb ging es in solchen Konflikten im Allgemeinen nicht um die Vernichtung von militärischen Gliederungen, sondern um deren Gefangennahme. Auch Zivilpersonen wurden insofern geschont, soweit sie als Arbeitskräfte in Frage kamen. Beispiele sind die Auseinandersetzungen zwischen den nordamerikanischen Indianern und in Südostasien.

## Taktische Kriegsführung
Zur Taktik zählen neben der Detailplanung die Versorgung und der Transport, der Positionsbezug, die Aufklärung und die Kampfdisposition (Schlachtenlenkung) sowie das Nachrichtenwesen.